# Plantersville
Plantersville è una città (town) degli Stati Uniti d'America, situata nella contea di Lee, nello Stato del Mississippi.